# Die Wunderlampe des Hradschin
Die Wunderlampe des Hradschin ist ein phantastischer, deutscher Stummfilm aus dem Jahre 1916 von Walter Schmidthässler.

## Handlung
Der alte Jude Nathan muss, da vollkommen mittellos, eines Tages sein Heim verlassen und begibt sich mit seiner schönen Tochter Rahel nach Prag. Auf dem Weg dorthin kommen Vater und Tochter an einer Burgruine, wo Nathan eine geheimnisvolle Inschrift entdeckt, die sein Interesse erregt. Nathan kann den Buchstaben entnehmen, dass es auf dem Prager Burgberg, dem Hradschin, einen verborgenen Winkel in einem Tempel gäbe, in dem eine wundersame Lampe hänge. Das Licht dieser Lampe spüre alles Gold und alle Schätze dieser Welt auf. Doch wer sich dieser Wunderlampe bemächtigen würde, über den bringe sie Verderbnis. Tatsächlich entdeckt Nathan die Wunderlampe, wagt aber nicht, sie von ihrem angestammten Platz zu entfernen, da er die prophezeite Verdammnis fürchtet. Ängstlich entflieht er dem Ort der Versuchung und bricht schließlich erschöpft in einer Seitengasse zusammen. In ihrer Not klopft die ihn begleitende Rahel an der Tür des Rabbis David. Dieser hilft den beiden und ist geradezu schockverliebt, als er erstmals in Rahels Gesicht blickt. In der Folgezeit verhilft er Nathan zur Errichtung einer neuen Existenz und bittet diesen schließlich um die Hand seiner Tochter, die sich gleichfalls in den Rabbi verliebt hat. Nach dem anstehenden Pessachfest soll die Eheschließung vollzogen werden.
Eines Tages kommt ein Fremder daher, der Rahel am Fenster erblickt und sofort von ihrer Schönheit ergriffen ist. Er tritt ein und erfleht von Nathan geradezu die Hand seiner Tochter. Nathan denkt noch immer an die Wunderlampe und lässt sich auf einen ruchlosen Handel ein: Wenn er, der Fremde, ihm aus dem Hradschin die Wunderlampe besorge, dann könne er Rahel heiraten. Tatsächlich geht der Fremde in den Burgtempel und stiehlt, obwohl vorgewarnt, dass auch ihn ewige Verdammnis ereilen würde, die Lampe. Nachdem Nathan nun endlich seine heiß begehrte Lampe in den Händen hält, übergibt er dem Fremden die Hand der reichlich unwilligen Rahel. Rabbi David ist vollkommen perplex, als er erfährt, dass seine Braut in spe von dem Brautvater in der Zwischenzeit an einen anderen Mann weitergereicht wurde. Mit der Wunderlampe in der Hand begibt sich Nathan, der Unweise, in die Katakomben und sucht begierig nach Schätzen, die er tatsächlich auch findet. Währenddessen bringt der Fremde Rahel auf sein Schloss, in der Hoffnung, dort ihre Liebe zu erringen. Sie aber will partout nicht dessen Frau werden, stößt ihn zurück und rennt aus dem Schloss zurück zur väterlichen Wohnung, die Rahel aber verschlossen vorfindet. So auf einmal heimatlos geworden, klopft das Mädchen bei David an, der ihr Einlass gewährt. Wenig später ist auch der Fremde dort aufgetaucht und erlangt seine ihm vom Vater versprochene Zukünftige zurück. Der Rabbi sieht ein, dass die Liebe des Fremden zu diesem Mädchen derart überwältigend ist, dass er sie tatsächlich herausgibt. Nur widerstrebend schließt sich Rahel dem Fremden an. Dieser ist unermüdlich in seinen Anstrengungen, dieser Frau seine Liebe zu beweisen, und ganz allmählich taut Rahel ihm gegenüber auf und erwidert dessen Gefühle.
Derweil hat sich ihr Vater bei der Schatzsuche in den Katakomben hoffnungslos verlaufen und findet den Weg nach oben nicht mehr. Tage größter Verzweiflung vergehen, und Nathan ist dem Hungertod nahe, als ihn der Rabbi bewusstlos auffindet. Der junge Mann hatte sich aus Sorge um Nathan auf die Suche begeben und ihn erst jetzt gefunden. David rät ihm dringend, die Wunderlampe an ihren Ursprungsort zurückzubringen, in der Hoffnung, dass damit der Fluch wieder aufgehoben werde. Nathan hat ein Einsehen, kehrt aber zuvor noch einmal zu der Burgruine zurück, um die verrätselte Inschrift ganz genau zu studieren. Zitternd liest er folgende Worte: „Bringt der Täter reuig auch das Heiligtum zurück, stürzt der Tempel über ihn zusammen, ihn begrabend!“ Nathan eilt mit der Lampe in der Hand zum Fremden und bittet ihn, die Lampe zurückzubringen, sein Kind aber bei ihm zu lassen, um ihm das geweissagte, grausame Schicksal zu ersparen. Rahel die nichts von der Erfüllung der Voraussagung weiß, lässt sich gebrochenen Herzens von ihrem Liebsten fortreißen. Als die junge Frau aber erfährt, was ihrem Geliebten gleich geschehen wird, reißt sie sich vom Vater los und eilt zu derjenigen Stelle, an der der Fremde gerade die Lampe wieder zurückhängt. Sie stürzt sich in die Arme ihres Geliebten, da stürzen die Tempelmauern herab und begraben das Paar unter sich.

## Produktionsnotizen
Die Wunderlampe des Hradschin entstand vermutlich noch 1915 im Bioscop-Atelier in Neubabelsberg (Studioaufnahmen) sowie vor Ort in Prag (Außendrehs). Der gut 1400 Meter lange Film hatte vier Akte und wurde am 10. Juni 1916 uraufgeführt.

## Einordnung
Der beträchtliche Erfolg, den die Deutsche Bioscop 1915 mit dem ersten Golem-Film erzielt hatte und der national wie international einen großen Eindruck hinterlassen sollte, veranlasste dieselbe Produktionsfirma, weitere phantastische Stoffe herzustellen. Nach Die Wunderlampe des Hradschin drehte dasselbe Team (Regisseur Schmidthässler, Hauptdarsteller Bergen) im Herbst 1915 Und das Wissen ist der Tod und zum Jahresbeginn 1916 die nicht minder phantastische Geschichte Der Trödler von Prag.

## Kritik
„Ein hervorragender guter Film, dessen phantastische Handlung, ausgezeichnet dargestellt, den größten Endruck ausübt. Erhöht wird dieser Eindruck noch durch eine wahrhaft künstlerische Regie, die Bilder vor unseren Augen entstehen läßt, die anzusehen ein wahrer Genuß ist. Gut gewählte Aufnahmen der Stadt Prag von plastischer Schärfe krönen dies Meisterwerk der Regie.“